# Helictopleurus subretusus
Helictopleurus subretusus är en skalbaggsart som beskrevs av Leon Fairmaire 1895. Helictopleurus subretusus ingår i släktet Helictopleurus och familjen bladhorningar. Inga underarter finns listade i Catalogue of Life.